# Milton Babbitt
Milton Babbitt   (Filadèlfia, 10 de maig de 1916 - Princeton, 29 de gener de 2011) Milton Byron Babbitt, va ser un matemàtic, teòric musical i compositor nord-americà. Va ser un dels pioners de la música serial i electrònica i va ser considerat un dels compositors i professors de composició més influents dels EUA.

## Biografia
Babbitt era advocat, i va aprendre en la seva infància violí. Com a clarinetista i saxofonista va actuar en conjunts de jazz a l'institut. El 1931 va començar un estudi de matemàtiques a la Universitat de Pensilvanià i va passar a la música a la Universitat de Nova York, on va estudiar amb Philip James i Marion Bauer. A Nova York, filòsofs com Sidney Hook i James Wheelright i el compositor Arnold Schoenberg van saber que estaven influenciats per la seva tecnologia nuclear. Després de la seva llicenciatura en arts (1935), va ser professor privat a Roger Sessions, després d'haver-se graduat a la Universitat de Princeton el 1938. El 1942 va rebre el màster en Belles Arts. Durant la seva carrera com a professor de matemàtiques a la Universitat de Princeton, va treballar com a treballador de la segona guerra mundial.
Es va definir en la primera música en sèrie i que estava pensada per promoure el desenvolupament de la teoria musical acadèmica. El 1950 va començar a desenvolupar el seu primer sintetitzador (Mark II, 1958) i el 1959 es va convertir en el fundador i director del "Columbia-Princeton Electronic Music Studio". Babbitt escriu composicions musicals de cambra i orquestrals complexes i també va a Third Stream (All Set, 1957). De 1951 a 1952 va ser President de la Secció Americana de l'ISCM. Babbitt es va incorporar a diverses universitats, des de 1960 com a professor de música William Shubael Conant a la Universitat de Princeton i des de 1973 com a professor de composició a la Juilliard School of Music. Entre els seus estudiants hi havia Mario Davidovsky, John Eaton, Stanley Jordan, Laura Karpman, Donald Martino, Tobias Picker, Anton Rovner i Stephen Sondheim.
No es va doctorar a Princeton fins al 1992, després que la seva tesi sobre el sistema de dotze tons dels compositors moderns hi fos rebutjada el 1946. La seva tesi va tractar sobre la modernització del sistema dels científics informàtics del segle XXI.

## Reconeixement
Babbitt va rebre el Premi de l'Institut Nacional d'Arts i Lletres el 1959. De 1960 a 1961 va ser becari del Guggenheim. Va ser membre de l'Acadèmia Americana d'Arts i Lletres des de 1965 i membre de l'Acadèmia Americana d'Arts i Ciències des de 1974. Per les seves actuacions en el camp de la música electrònica va guanyar el Premi Pulitzer de Composició el 1982. El 1991 va deixar la Universitat de Princeton com a doctor. 1995 va rebre el premi "SEAMUS Lifetime Achievement Award". El 1986 va rebre la beca MacArthur Fellow. El 1988 va guanyar un premi de composició del "Mississippi Institute of Arts and Letters". L'any 2010 va ser membre de la "International Society for Contemporary Music"(ISCM).

## Treball (exemple)
- Tres composicions per a piano, 1947
- Composició per a quatre instruments, 1949
- Vision and Prayer per a soprano i sintetitzador, 1961
- Philomel per a soprano, banda de tons i sintetitzador, 1964
- Phonemena, 1975
- A Solo Requiem per a soprano i piano
- Dual per a violoncel i teclat, 1980